# پایگاه شکاری دلتا
پایگاه شکاری دلتا (به انگلیسی: Delta Airbase) یک فرودگاه خصوصی بهره‌برداری هوایی است که یک باند فرود چمن دارد. این فرودگاه در شهر شارلوت کشور ایالات متحده آمریکا قرار دارد .